# Episodi di Felix
L'unica stagione della serie televisiva Felix è stata trasmessa per la prima volta in Germania da RTL Television  dal 2 febbraio al 16 maggio 1997.
In Italia è andata in onda per la prima volta su Italia 1 a partire dal 13 giugno 1998.
| nº | Titolo originale              | Titolo italiano             | Prima TV Germania | Prima TV Italia |
| -- | ----------------------------- | --------------------------- | ----------------- | --------------- |
| 1  | Felix - Ein Freund fürs Leben | Felix, un amico per la vita | 2 febbraio 1997   | 13 giugno 1998  |
| 2  | Geheime Projekte              |                             | 14 febbraio 1997  |                 |
| 3  | Seitensprünge                 |                             | 21 febbraio 1997  |                 |
| 4  | Das Findelkind                |                             | 28 febbraio 1997  |                 |
| 5  | Geschenkte Weihnacht          |                             | 7 marzo 1997      |                 |
| 6  | Arnold - Allein zu Haus       |                             | 14 marzo 1997     |                 |
| 7  | Frühlingsgefühle              |                             | 21 marzo 1997     |                 |
| 8  | Blindes Vertrauen             |                             | 4 aprile 1997     |                 |
| 9  | Falscher Verdacht             |                             | 11 aprile 1997    |                 |
| 10 | Herz ist Trumpf               |                             | 18 aprile 1997    |                 |
| 11 | Vom Pech verfolgt             |                             | 25 aprile 1997    |                 |
| 12 | Held des Tages                |                             | 2 maggio 1997     |                 |
| 13 | Lied der Straße               |                             | 9 maggio 1997     |                 |
| 14 | Hundeleben                    |                             | 16 maggio 1997    |                 |